# Prostokąt

Prostokąt – czworokąt, który ma wszystkie wewnętrzne kąty proste (stąd również jego nazwa). Prostokąt jest szczególnym przypadkiem trapezu prostokątnego oraz równoległoboku. Szczególnym przypadkiem prostokąta (o wszystkich bokach tej samej długości) jest kwadrat.
Prostokąt, który nie jest kwadratem, ma dokładnie dwie osie symetrii i środek symetrii. Przekątne prostokąta są równej długości i przecinają się w połowie. Kąt między przekątnymi jest prosty wtedy i tylko wtedy, gdy prostokąt jest kwadratem.

## Podstawowe wzory
Oznaczenia:
{\displaystyle a,b} – długości boków prostokąta, {\displaystyle d} – długość przekątnej, {\displaystyle \alpha } – mniejszy z kątów między przekątnymi.
{\displaystyle w_{p},} {\displaystyle h_{p}} – szerokość i wysokość określone proporcjonalnie (np. 16, 9; 4, 3)
Pole powierzchni prostokąta:
{\displaystyle P=a\cdot b}
{\displaystyle P={\frac {1}{2}}d^{2}\sin \alpha }
{\displaystyle P=d^{2}{\frac {w_{p}\cdot h_{p}}{w_{p}^{2}+h_{p}^{2}}}}
Obwód prostokąta:
{\displaystyle L=2\cdot (a+b)=2a+2b}
Długość przekątnej prostokąta:
{\displaystyle d={\sqrt {a^{2}+b^{2}}}}